# Блевіо
Блевіо (італ. Blevio) — муніципалітет в Італії, у регіоні Ломбардія, провінція Комо.
Блевіо розташоване на відстані близько 520 км на північний захід від Рима, 45 км на північ від Мілана, 3 км на північний схід від Комо.
Населення — 1191 особа (2014).

## Демографія
Населення за роками:

Станом на 1 січня 2023 року в муніципалітеті офіційно проживали 124 іноземці з 30 країн, серед них 34 громадяни країн Євросоюзу та 7 громадян України.

## Сусідні муніципалітети
- Брунате
- Комо
- Торно